# Can Akın
Pour les articles homonymes, voir Akın.
Can Akın, né le 30 janvier 1983, à Istanbul, en Turquie, est un joueur turc de basket-ball. Il évolue au poste de meneur.

## Palmarès
- EuroChallenge 2012
- Champion de Turquie 2012